# رمز سکوت
رمز سکوت (به انگلیسی: Code of Silence) یک فیلم اکشن آمریکایی محصول سال ۱۹۸۵ به کارگردانی اندرو دیویس با بازی چاک نوریس، هنری سیلوا، دنیس فارینا و مالی هاگن می‌باشد. این فیلم در تاریخ ۳ مه ۱۹۸۵ در ایالات متحده اکران شد.

## بازیگران
| بازیگر        | نقش                   |
| ------------- | --------------------- |
| چاک نوریس     | ادی کوزاک             |
| هنری سیلوا    | لوئیس کامچو           |
| برت رمسن      | فرمانده کیتس          |
| مالی هاگن     | دیانا لوونا           |
| دنیس فارینا   | دوراتو                |
| مایک ژنوئوس   | تونی لونا             |
| ناتان دیویس   | فلیکس اسکالس          |
| رالف فودی     |                       |
| آلن هامیلتون  | تد پیرللی             |
| رون هنریکز    | ویکتور کامچو          |
| جو گوزالدو    | نیک کوپالاس           |
| رون دین       |                       |
| ویلبرت برادلی |                       |
| ژن بارج       |                       |
| ماریو نیوز    | پومپاس                |
| بیل والتز     | پلیس در آشپزخانه لونا |
| سالی آن وارنچ | مشاور کودک            |
| جانی ماهونی   | نماینده پرولر         |